# 怒りの日 (映画)
『怒りの日』（いかりのひ、Vredens dag）は、1943年に公開されたカール・テオドア・ドライヤー監督のデンマークの映画。ヴェネツィア映画祭で、審査員特別賞を受賞している。

## ストーリー
1623年のデンマークの村で、ハーロフス・マートという老女が魔女の容疑で告発される。
若い女性のアンヌは、魔女裁判に携わる年老いた地元の牧師、アプサロン・ペダーソンと結婚していて、二人は彼の厳格で横暴な母親メレートと同居している。メレートは、夫よりもずっと若く、最初の結婚で生まれた息子とほぼ同じ年齢のアンヌを快く思っていない。アンヌはハーロフス・マートをかくまうが、マートはすぐに家の中で発見される。おそらく、一人で隠れていたものと思われる。ハーロフス・マートは、この出来事の時点ですでに亡くなっていたアンヌの母親も魔女の容疑で告発され、若いアンヌとの結婚を狙ったアプサロンの介入のおかげで助かったことを知っている。アンヌは、ハーロフス・マートから、母親が人々の生死を左右する力を持っていることを知らされ、そのことに興味を持つようになる。
アプサロンの最初の結婚で生まれた息子マッティンが海外から帰国し、彼とアンヌとはすぐに惹かれ合う。アンヌは夫を愛しておらず、夫も自分を愛していないと思っている。拷問を受け、ハーロフス・マートは魔術を自白する。他の証拠の中でも、他人の死を願うことが魔術であると定義されている。彼女は、アプサロンが有罪判決から自分を救ってくれなければアンヌを暴露すると脅し、アンヌの母親を救ったように自分を救ってくれるよう懇願する。マートは、アプサロンに二度目の懇願をした後、秘密を漏らさず、村人たちが見守る中、火あぶりに処刑される。アプサロンは、アンヌの母親を救ったのにマートを火あぶりにしてしまったことに罪悪感を覚える。密かに親しくなっていたアンヌとマーティンは、最近変わったように見え、アンヌの性格に対するメレートの疑念をかき立てる。夫は、アンヌがマッティンと一緒にいるときに笑っているのを聞くが、それは一緒にいた時にはなかったことだ。アプサロンはアンヌの気持ちや本心を無視して結婚したことを後悔し、そのことを伝え、彼女の若さと幸せを奪ったことを謝罪する。
アプサロンが死に瀕した若い教区民ラウレンティウスを訪ねている間に、激しい嵐が吹き荒れる。彼はハーロフス・マートの尋問中に呪いをかけられ、差し迫った死を予言された。一方、アンヌとマッティンは将来について話し合い、アンヌは夫の死を望んでいたことを認めざるを得なくなるが、それは「もし」であって、実際にそうなるわけではない。その瞬間、アプサロンは帰宅途中に「死そのものに触れたような」気分になる。アプサロンが戻ってくると、アンヌは夫にマッティンへの愛を告白し、死を望んでいると告げる。彼はマッティンの名前を呼びながら倒れて死ぬ。アンヌは叫ぶ。翌朝、マッティンは自分の疑念に打ちひしがれる。アンヌは、父親の死に自分は関係ないと言い、現在の悲惨と不幸な結婚から解放するための天からの摂理の助けだと考えている。アプサロンの葬儀で、アンヌは義母のメレートから魔女として告発される。アンヌは当初その告発を否定するが、マッティンが祖母の味方をすると、アンヌは夫の愛と信頼を失ったことに直面し、夫の開いた棺の上で、悪魔の助けを借りて夫を殺害し、息子に魔法をかけたことを告白する。アンヌの運命は決まったかに見えた。

## 出演者
- アプサロン - 牧師：トルキル・ロース
- アンヌ - アプサロンの後妻：リスベット・モヴィーン
- メレート - アプサロンの母：シグリ・ニーエンダム
- マッティン - アプサロンの前妻との息子：プレーベン・レアドフ・リュ
- ハーロフス・マート - 魔女：アンヌ・スビアキア
- ラウレンティウス - 魔女裁判の裁判長：オラフ・ユージング

## 制作
カール・テオドア・ドライヤーは、『裁かるるジャンヌ』『吸血鬼』を撮影後、デンマークに戻って、法律雑誌の一編集者となっていたが、1940年4月ナチス・ドイツ軍がデンマークに侵攻。文化面での国民運動が起こり、ドライヤーは先輩としてドキュメンタリー映画活動に参加し、『母親支援』という短編文化映画を撮ったことで、この長編映画制作に繋がった。

## 受賞
- ヴェネツィア国際映画祭　審査員特別賞